# Magyar Földrajzi Társaság
A Magyar Földrajzi Társaság (MFT) 1872. január 12-én lett alapítva Hunfalvy Jánosnak, a földrajzi tanszék vezetőjének kezdeményezésére. A társaság azzal a céllal jött létre, hogy magát a földrajztudományt és a geográfia hazai eredményeit népszerűsítse. A társaság megalakulása óta összesen 44 alelnöke, illetve társelnöke, 85 belföldi és 90 külföldi tiszteleti tagja volt. Tagjai (akadémikusok, egyetemi tanárok, kutatóprofesszorok) a magyar földrajztudomány legjelesebb tudósai köréből kerültek ki.

## Története

### Alapítása
A társaság 1872. január 12-én alakult meg. Az alapító tagok Berecz Antal, Bielz Albert, Déchy Mór, Gönczy Pál, Hunfalvy János, Reitz Frigyes, Szabó József, Szily Kálmán, Tóth Ágoston Rafael, Vámbéry Ármin, Xántus János voltak. Az első évben a tagok száma már elérte a 300 főt, ez a szám a századforduló évében már 600-ra emelkedett.
A Magyar Földrajzi Társaság 1873-ban megalapította első folyóiratát, a Földrajzi Közleményeket. A kiadvány 1882-től francia nyelven, „Abrégé” néven, 1888-tól pedig angol és német nyelven is megjelent, ezzel elősegítve a magyar geográfia eredményeinek ismertetését a nemzetközi tudományos életben. A folyóirat megalapításától kezdve 32 éven át főszerkesztője Berecz Antal volt. A társaság ezen kívül könyvsorozatot is jelentetett meg, először az „Utazások könyvtára” című sorozat jelent meg, majd ezt követte „A Magyar Földrajzi Társaság Könyvtára” című tudományos könyvsorozat, mely 67 megjelent kötetet tartalmazott.
Hunfalvy János elnök 1888. december 6-án elhunyt, ezt követően két évig Vámbéry Ármin volt a társaság elnöke, mely tisztségről 1890-ben lemondott. Ezután id. Lóczy Lajos lett az elnök, őt pedig Erődi-Harrach Béla követte, aki tíz évig vezette a társaságot, majd lemondott tisztségéről. 1904-től 1914-ig ismét Lóczy Lajos foglalta el a társaság elnöki székét.
Fellendült a tevékenység a társaság kebelében. Megindult és az idén kikerült sajtó alól a társaság nagy atlasza; megalapították a társaság könyvtára nagy vállalatát, amelyből már öt kötet látott napvilágot. Társaságunk élénk összeköttetésbe lépett a külfölddel és annak földrajzi életével. Részt vettünk a nemzetközi földrajzi összejöveteleken, amelyeknek eredménye lett, hogy társaságunkat a külföldön is tekintély számba veszik. A külfölddel való összeköttetést azzal is igyekeztünk szorosabbra fűzni, hogy meghívtuk a földrajzi tudomány jeleseit társaságunkba felolvasások tartására.

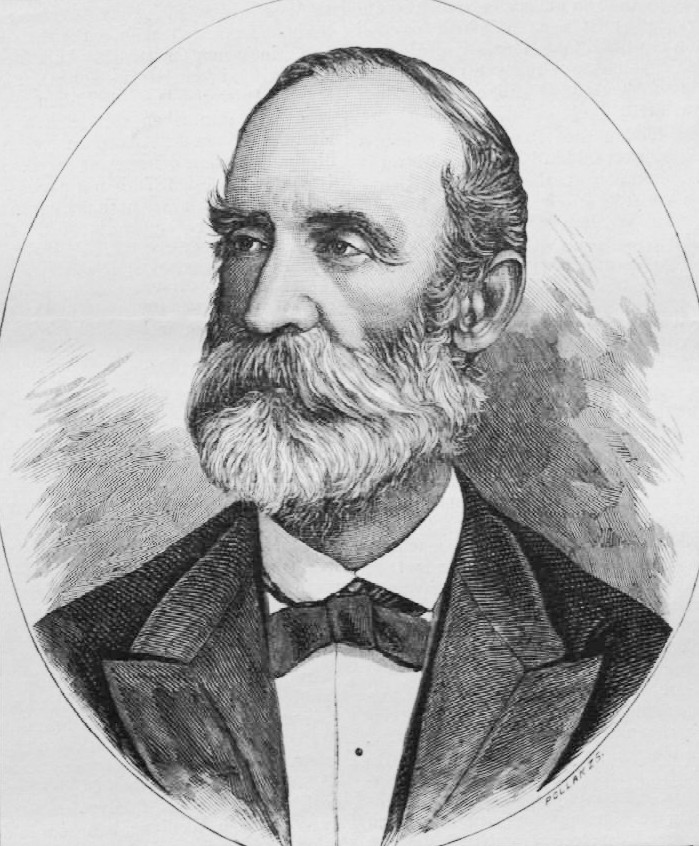
Hunfalvy János
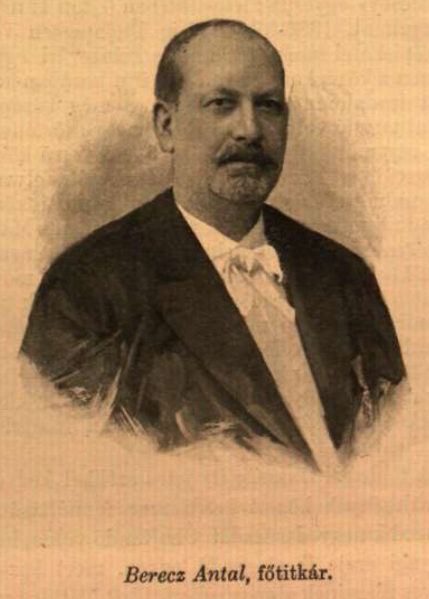
Berecz Antal
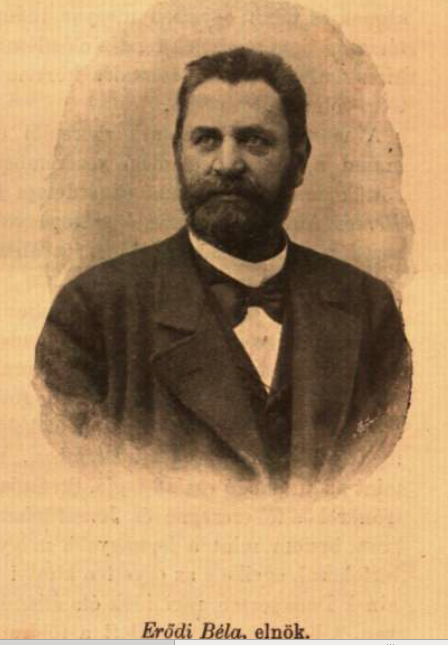
Erődi Béla

### A két világháború között
A 20. század eleje a Magyar Földrajzi Társaság aranykorának is nevezhető. Ekkora a taglétszám már elérte az 1600 főt, illetve Teleki Pál javaslatára 1912. januárjában megalakult a Gazdaságföldrajzi Szakosztály a társaságon belül. 1914-ben Cholnoky Jenő lett a társaság elnöke, ezt a tisztséget a második világháború végéig betöltötte.
A két világháború közötti időszakot a nemzetközi elszigetelődés, anyagi nehézségek, oktatásügyi problémák és a tudományos kutatás visszaesése jellemezte. Id. Lóczy Lajos 1920-ban elhunyt, tiszteletére díjat, a Lóczy Lajos-érmet alapítottak.
1929-ben jelent meg a társaság új folyóirata, A Földgömb. Eredményeként az ekkor kevesebb, mint 700 fős taglétszám már 1930-ban 2100 fő fölé, 1931-ben pedig az előfizetőkkel (akik automatikusan a társaság tagjai lettek) 8500 főre emelkedik.

### 1945-1990 között
1947-ben megemlékeztek a társaság megalakulásának 75. évfordulójáról. 1952-ben az elnök Bulla Béla lett, Koch Ferenc főszerkesztésében pedig új számokkal jelent meg a Földrajzi Közlemények. Kiépült a többi szakosztály és a vidéki osztályok hálózata. A nemzetközi kapcsolatok fokozatosan újjáéledtek az 1950-es évektől kezdődően. A társaság küldöttei részt vehettek a Nemzetközi Földrajzi Kongresszuson Rio de Janeiróban, ahol felvették Magyarországot az Nemzetközi Földrajzi Unióba. 1971-ben pedig Budapesten rendezték meg a Nemzetközi Földrajzi Unió Európai Regionális Konferenciáját.
1983. októberben megnyitott Érden a Magyar Földrajzi Gyűjtemény, mely 1985-től Magyar Földrajzi Múzeumként működött tovább. A rendszerváltás után a társaságot Bora Gyula elnök és Gábris Gyula főtitkár vezette. Gábris Gyula átvette a Földrajzi Közlemények főszerkesztői feladatkörét is.

## Kitüntetések
A társaság az alábbi kitüntetéseket adományozza:
- Lóczy Lajos-emlékérem: 1922-ben, A Magyar Földrajzi Társaság megalakulásának 50. évfordulója alkalmából alapították meg a Lóczy Lajos-érmet, melyet olyan földrajztudósnak adományoznak, aki kimagasló földrajzi kutatómunkájával belföldön és külföldön egyaránt elismerést szerzett. Az érmet 28 magyar és 20 külföldi geográfus kapta meg eddig, többek között: Bora Gyula (2013), Claudio Minca (2012), Lóki József (2011), Benedek József (2010), Keveiné Bárány Ilona (2009), Gábris Gyula (2008), Karl Ruppert (2007), Hevesi Attila (2006), Liu Tung Seng (2005), Szabó József (2004), Mihail A. Pevzner (2003), Berényi István (2002), Lovász György (2001), An Shi Seng (2000), Mezősi Gábor (1999), Jürgen Hagedorn (1998), Frisnyák Sándor (1997), Tóth József (1997), Schweitzer Ferenc (1995), Pinczés Zoltán (1987), Somogyi Sándor (1985), Becsei József (1984), Bernát Tivadar (1982) vagy éppen Mendöl Tibor (1965).
- Kőrösi Csoma Sándor-emlékérem: Kőrösi Csoma Sándor emlékére 1967-ben alapított érem, halálának 125. évfordulója alkalmából hozták létre a kitüntetést. A kitüntetést olyan földrajztudósnak adományozzák, aki a földrajztudomány nemzetközi kapcsolatainak ápolásában nyújtott kiemelkedő teljesítményt. A Kőrösi Csoma Sándor-emlékérmet eddig 15 tudósnak ítélték oda, többek között: Horváth Gergely (2012), Kubassek János (2008), Avraham Ronen (2007), Kerényi Attila (2005), Szabó József (1998) és Enyedi György (1986).
- Teleki Sámuel-érem: A Teleki Sámuel-érmet 1990-ben alapították, eredményes kutatók és utazók munkájának elismerésére. Az eddig éremmel 17 geográfust tüntettek ki, közöttük található az 1987–1988. évi II. Magyar Tudományos Afrika-expedíció 11 tagja:[1] Füssi-Nagy Géza, Gábris Gyula, Galácz András, Juhász Árpád, Kubassek János, Lerner János, Pokoly Béla, Sáfrány József, Sárkány Mihály, Varga József és Vojnits András. A további 6 kitüntetett között van Somogyi Sándor, aki 1994-ben kapta meg az érmet.[6]
- Pro Geographia oklevél: Az 1990-ben alapított Pro Geographia oklevelet évente öt kiemelkedő szervezeti-szakmai, tudománynépszerűsítő munkát végző geográfusnak ítélik oda.
- Ifjúsági Szakirodalmi Nívódíj: Évente egy alkalommal Ifjúsági Szakirodalmi Nívódíjjal ismeri el azt fiatal magyar geográfust, aki a díj átadását megelőző időszakban példaértékű publikációs teljesítményt mutatott. Eddigi díjazottak: Varga György (2013), Jankó Ferenc (2010), Pirisi Gábor (2009), Novák Tibor (2007), Tóth Géza (2007), Sík András (2006), Sebe Krisztina (2005), Szabó Szilárd (2005), Telbisz Tamás (2004), Jakobi Ákos (2003).
- A Magyar Földrajzi Társaság tiszteleti tagja kitüntetés
- A földrajz népszerűsítéséért vándordíj

## Ismert tagjai
- Habsburg–Lotaringiai Rudolf főherceg
- Mendöl Tibor
- id. Lóczy Lajos
- Pécsi Márton
- Teleki Pál
- Teleki Sámuel
- Milleker Rezső

### Tiszteletbeli tagjai
- Giuseppe Vedovato (1995. július 27.)[7]

## Szakosztályai
A Magyar Földrajzi Társaság kilenc szakosztálya a földrajztudomány fő szakterületei szerint szerveződött, ezek az alábbiak:
|   | Szakosztály                                    | Megalakulás éve | Elnök                                                                       | Titkár                                                              |  |
| - | ---------------------------------------------- | --------------- | --------------------------------------------------------------------------- | ------------------------------------------------------------------- |  |
| 1 | Társadalom-földrajzi Szakosztály               | 1912            | Trócsányi András tanszékvezető egyetemi docens - PTE TTK FI                 | Tátrai Patrik tudományos munkatárs - MTA FKI                        |  |
| 2 | Természetföldrajzi Szakosztály                 | 1921            | Mari László egyetemi docens - ELTE TTK Természetföldrajz Tanszék            | Nagy Balázs egyetemi adjunktus                                      |  |
| 3 | Hegymászó Szakosztály                          | 1957, 1989      | Kunos Gábor                                                                 | -                                                                   |  |
| 4 | Oktatás-módszertani Szakosztály                | 1921            | Makádi Mariann főiskolai docens                                             | Vizy Zsolt Fazekas Mihály Fővárosi Gyakorló Gimnázium               |  |
| 5 | Térképészeti Szakosztály                       | 1958            | Klinghammer István tanszékvezető egyetemi tanár - ELTE Térképtudományi Tsz. | Török Zsolt egyetemi docens                                         |  |
| 6 | Egészségföldrajzi Szakosztály                  | 2003            | -                                                                           | Uzzoli Annamária tudományos segédmunkatárs                          |  |
| 7 | Biztonságföldrajzi és Geopolitikai Szakosztály | 1997            | Suba János térképtár-vezető - HM Térképészeti Intézet és Múzeum             | Nagy Miklós egyetemi docens - ZMNE Hadászati Tsz.                   |  |
| 8 | Expedíciós Szakosztály                         | 1999            | Lerner János geográfus                                                      | Gőgös Norbert geográfus - Center Travel                             |  |
| 9 | Turizmusföldrajzi Szakosztály                  | 2010            | Aubert Antal tanszékvezető egyetemi docens - PTE TTK FI                     | Rátz Tamara tanszékvezető főiskolai tanár - Kodolányi János Egyetem |  |